# Lynda Chyzyk
Lynda Chyzyk (Burnaby, 11 ottobre 1957) è una sciatrice alpina canadese paralimpica, che ha rappresentato il Canada alle Paralimpiadi invernali del 1984 e del 1988, vincendo in totale quattro medaglie: un oro, un argento e due bronzi.

## Biografia
Nel 1997 ha perso la gamba sinistra a causa di un cancro. Appassionata di montain bike, grazie alla US National Disabled Ski Association si è avvicinata allo sci alpino paralimpico. Residente a Whistler, nel 2019 ha festeggiato 40 anni senza cancro organizzando la raccolta fondi Families Fighting Cancer a favore delle famiglie che vivono e combattono il cancro nel corridoio Sea to Sky (regione della Columbia Britannica tra Whistler e Vancouver).

## Carriera
Nel 1984, a Innsbruck, ha vinto la medaglia d'argento nello slalom gigante femminile LW2 (davanti a lei l'atleta austriaca Christine Winkler con 1:38.57) e le medaglie di bronzo nella discesa libera LW2 e nella supercombinata alpina LW2. 
Quattro anni più tardi, sempre a Innsbruck nel 1988, ha vinto un'altra medaglia: l'oro nello slalom speciale LW2 in 1:37.33. Ha anche gareggiato nell'evento di discesa libera LW2, classificandosi al 4º posto in 1:29.51.

## Palmarès

### Paralimpiadi
- 4 medaglie:
  - 1 oro (slalom speciale LW2 a Innsbruck 1988)
  - 1 argento (slalom gigante LW2 a Innsbruck 1984)
  - 2 bronzi (discesa libera e supercombinata LW2 a Innsbruck 1984)